# Озеро (приток Десны)
Озеро (укр. Озеро) — левая протока Десны, протекающая по Козелецкий району Черниговской области Украины. Один из многочисленных рукавов Десны, образованный вследствие русловых процессов: русловая многорукавность.

## География
Длина — 8 км. Русло протоки (отметки уреза воды) в верхнем течении (село Евминка) находится на высоте 98,0 м над уровнем моря. Скорость течения — 0,3 м/с.
Русло сильно-извилистое с крутыми поворотами (меандрированное), шириной 95 м и глубиной 5 м, песчаный грунт дна. Долина протоки сливается с долиной Десны. В верхнем течении берега обрывистые с пляжами высотой 2-3 м. В верхнем течении примыкает канал.
Водоток берёт начало ответвляясь от основного русла Десны северо-западнее села Евминка (Козелецкий район). Река течёт на юго-запад. Впадает в Десну западнее села Евминка (Козелецкий район).
Пойма частично занята заболоченными участками с лугами и кустарниками, лесами (лесополосами).
Нет крупных приток. На берегу расположено село Евминка.